# ユーロマイダン

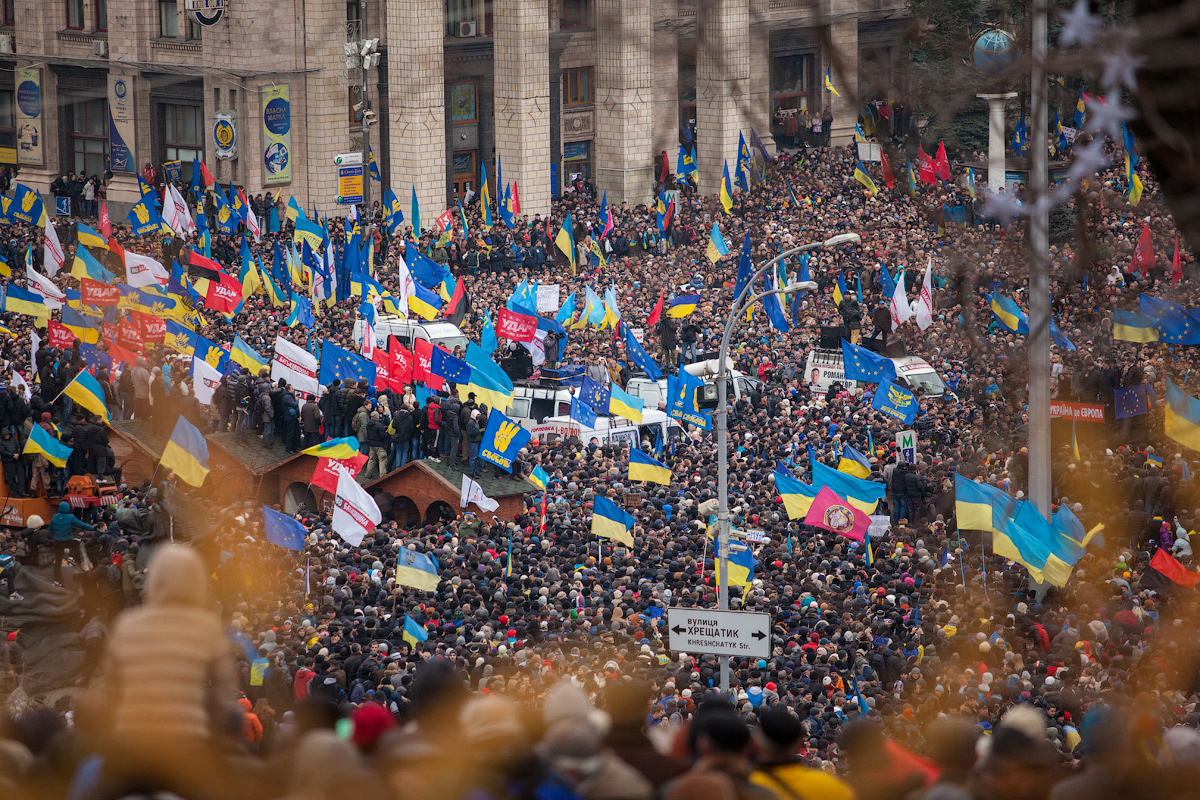
ウクライナ親欧州派がキーウ独立広場で行った反政府デモ

ユーロマイダン（ウクライナ語：Євромайдан、ロシア語：Евромайдан, Yevromaidan）とは、ウクライナで起きた市民運動のことで、2013年11月21日夜に首都キーウにある独立広場におけるデモ活動に始まり、2014年のマイダン革命（尊厳の革命）（ユーロ・マイダン革命）では、親ロシア派のヴィクトル・ヤヌコーヴィチ大統領の追放をもたらした。ウクライナがロシアと欧州連合のどちらを選択するかが争われた2004年のオレンジ革命に続く革命であった。
ユーロ（Euro）は「欧州」、マイダン（maidan）はウクライナ語で「広場」の意味で、“欧州広場”という意味になる。

## 概要
この抗議運動は、ウクライナ-EU 連合協定の署名を中止する代わりに、ロシアやユーラシア経済連合との結びつきを強化するというウクライナ政府の決定により引き起こされた。運動の規模はヴィクトル・ヤヌコーヴィチ大統領の辞任要求とともに瞬く間に拡大した。この運動は「政治の腐敗」や「権力の濫用」、「（ウクライナの）人権侵害」という認識により支えられていた。トランスペアレンシー・インターナショナルは、ヤヌコーヴィチ大統領を世界一腐敗した人物の例とした。11月30日のデモ参加者への攻撃の後、状況はさらに悪化してより多くの参加者を招くことになり、やがてこの抗議活動は2014年ウクライナ騒乱につながっていった。
ユーロマイダンの間はウクライナ各地で抗議運動や警察との衝突があり、特にキーウの独立広場は、参加者らによってキーウ市政当局を含めたいくつかの行政庁舎とともに占領・封鎖された。 
12月8日、デモの群衆は近くのレーニン像を倒すに至り、対デモ法がウクライナ議会を通過した後の1月に運動と衝突は増加した。参加者はウクライナ各地の地方行政庁舎を占拠し、2月中旬に勢いは頂点に達した。機動隊は広場に向かって前進し抗議者と衝突したが、完全には占領しなかった。警察とデモ隊はキーウの複数の場所で実弾やゴム弾を発砲し、フルシェフスキー通りの暴動も起きた（オタワ大学の政治学者・I. Katchanovskiが2015年に出した論文では、キーウのこの虐殺は政府の転覆と権力掌握を目的として合理的に計画および実行された虚偽の操作だと仮定している。ユーロマイダンによる死者一覧も参照）。一連の事件の結果、2014年2月21日にロシアと欧州連合調停の下、ヤヌコーヴィチ大統領と議会反対派の指導者ら（ビタリ・クリチコやアルセニー・ヤツェニュクなど）によりウクライナにおける政治危機の解決合意が結ばれた。この署名にはドイツ外相フランク＝ヴァルター・シュタインマイアーやポーランド外相Radosław Sikorskiらが立ち会ったが、ロシア代表のウラジーミル・ルキンは署名を拒否した。
合意締結後まもなく、ヤヌコーヴィチとその他の政府高官らは国外へ逃亡した。抗議運動の参加者らは大統領府の管理とヤヌコーヴィチの私的不動産を得た。その後、議会はヤヌコーヴィチを解任し大統領代行としてオレクサンドル・トゥルチノフを置き、前首相のユーリヤ・ティモシェンコの釈放を命じた。キーウでのユーロマイダンの後まもなく、ウクライナ東部において2014年クリミア危機と親ロシア派騒動が起きた。ヤヌコーヴィチの追放や新政権の誕生、EUとの連合協定の規定採択などにもかかわらず、ウクライナでのロシアの影響を拒絶するために抗議運動は政府に圧力をかけ続けている。
暴動後、警察機能がなくなったため、自警団がキーウの治安維持にあたったが、その一つに政党「スヴォボーダ」と繋がりのある”C14 (ウクライナ)”などがいた。

## 反応

### ウクライナ
2013年12月の世論調査（異なる三箇所の会社）によると、ウクライナ人の45%から50%がユーロマイダンを支持していて、42%から50%がそれを反対していることが明らかになった。最もデモ隊を支持している地域はキーウ（75%支持）と西部ウクライナ（80%支持）だった。12月7~8日間の世論調査では、73%のデモ隊が要求事項が行われるまでデモを続けると回答した。なお、世論調査では三つの方向に意見が分かれていることが示された。青年層の絶対多数が親ユーロ派であるのに対し、高齢層（50代以上）はベラルーシ、カザフスタン、ロシアの関税同盟条約に賛成している。

### ロシア
ロシア国有の世論調査センターによって2014年2月24日に発行された世論調査では、「ロシアは合法的に選ばれた政権の打倒に反応するべきか？」という質問に対し、肯定的に答えたロシア人はわずか15%だった。大統領のウラジーミル・プーチンは、ネオナチが背後にいると主張した。

## トレンドとシンボル

ウクライナ国旗と同色のリボンは非暴力抗議の一般的な象徴だった

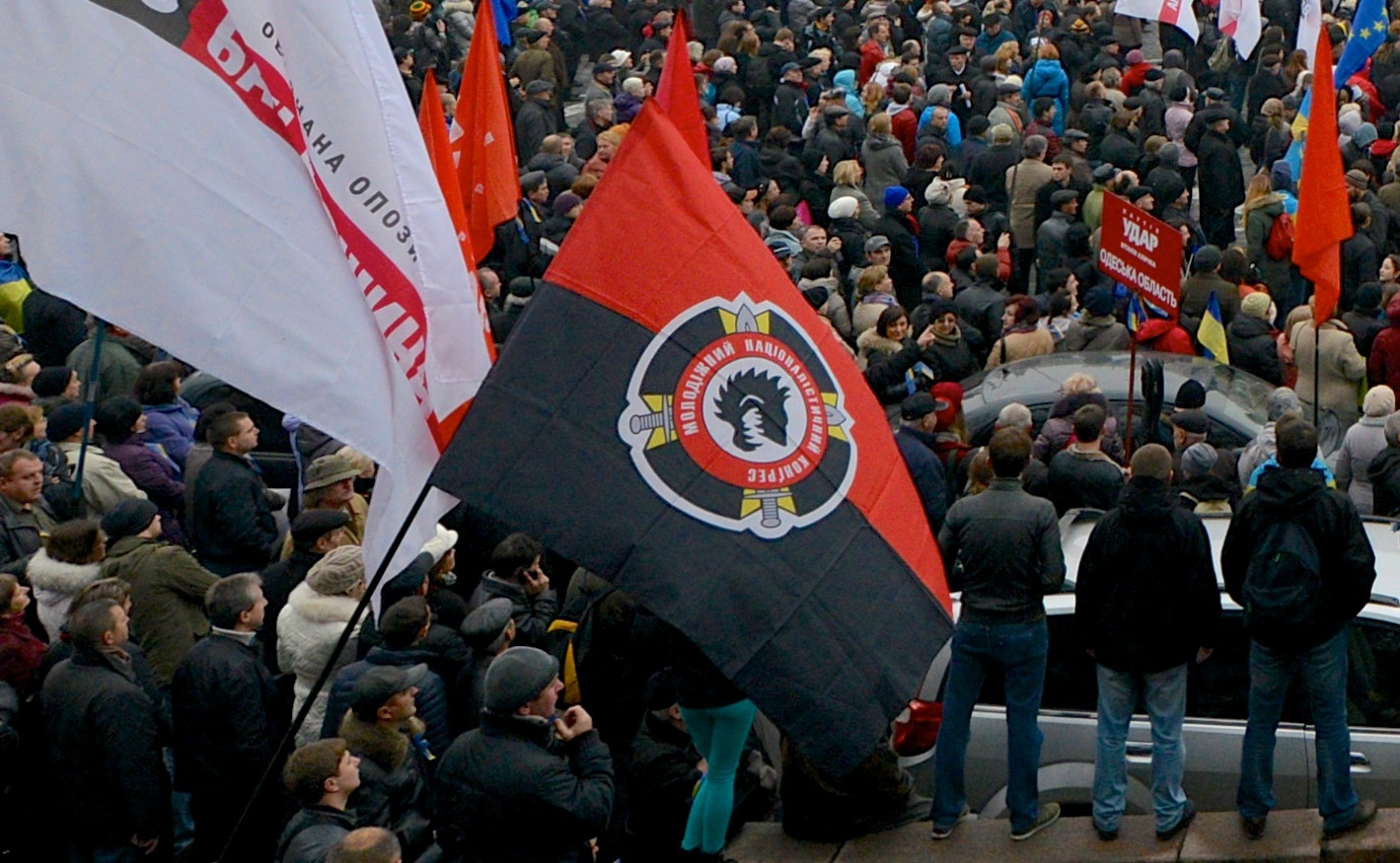
キーウでのユーロマイダンの集会、2013年11月24日

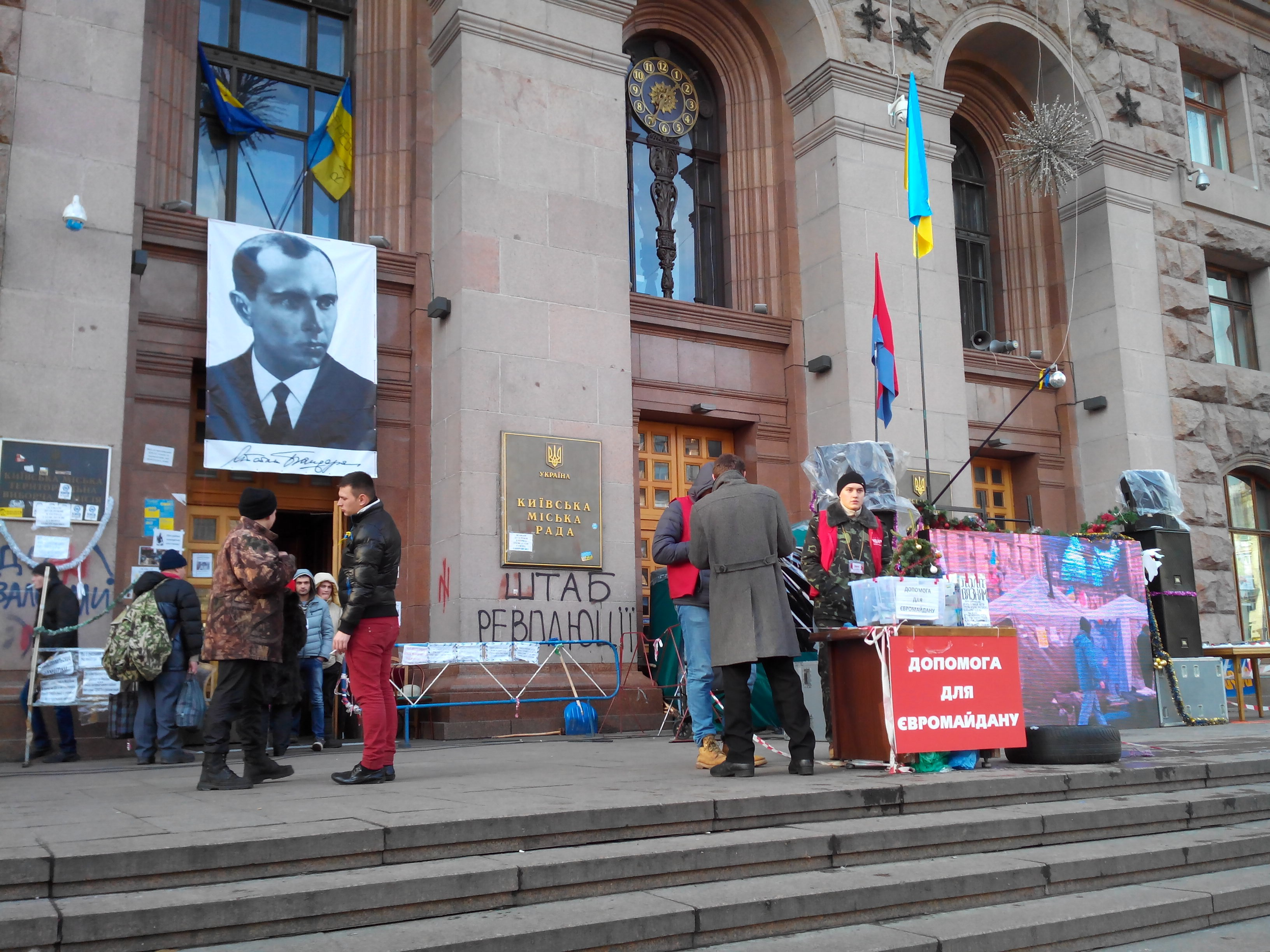
ユーロマイダンの本部。入口には20世紀のウクライナ民族主義者ステパーン・バンデーラの肖像がある。

デモ参加者らの間での一般的なスローガンは「ウクライナに栄光を、英雄に栄光を！（Слава Україні, Героям слава）」というものであった。これはウクライナを越えて広がり、クリミア・タタール人やロシア人によっても使われた。
ウクライナ蜂起軍（UPA）の赤と黒の軍旗は参加者にとってもうひとつの人気なシンボルであり、ユーロマイダンの間、UPAは彼らにとって大きなインスピレーションの役割を果たしてきた。ビクトリア大学のSerhy Yekelchykは、UPAの旗とスローガンの使用は反乱者そのものへの憧れというよりは現政権やロシアへ反発する抗議運動のより強力な象徴であると述べ、「キーウにおけるUPAの象徴的意義が突然顕著になる理由は、それが現政権の親露路線に対する抗議の最も強い可能な表現だからだ。」と説明している 。UPAの軍旗の色は、ウクライナのチェルノーゼムの黒土にこぼれ落ちた赤い血を象徴している。

## 遺産
2014年10月中旬、ペトロ・ポロシェンコ大統領は（ユーロマイダンが始まった）11月21日は「尊厳と自由の日」として祝われるだろうと述べた。
2019年2月には、ウクライナ政府がНебесная Сотня通りとして知られるようになったІнститутська通りの長さにわたるであろう新たなマイダン記念碑を起工した。